# Società Polisportiva Monselice 1977-1978
Questa pagina raccoglie le informazioni riguardanti la Società Polisportiva Monselice nelle competizioni ufficiali della stagione 1977-1978.

## Stagione
Nella stagione di Serie D 1977-1978 la Polisportiva Monselice ottiene, per la prima volta nella sua storia, la promozione in un campionato professionistico, arrivando 1ª nel girone C di Serie D con 42 punti, a tre lunghezze di distacco dalla seconda classificata, ovvero la Mestrina.

## Divise
La divisa del Monselice era composta da una maglia rossa, calzoncini bianchi, calzettoni bianco-rossi. Non era presente nessuno sponsor.
| 1º | 2º |

## Organigramma societario
Area direttiva
- Presidente: Vittorio Brunello

Area tecnica
- Allenatore: Mauro Gatti

## Rosa
| N. |                   | Ruolo | Calciatore               |
| -- | ----------------- | ----- | ------------------------ |
|    | Italia (bandiera) | P     | Emilio Tosetto           |
|    | Italia (bandiera) | P     | Ubaldo Stefani           |
|    | Italia (bandiera) | D     | Roberto Bottaro          |
|    | Italia (bandiera) | D     | Roberto Facchinetti      |
|    | Italia (bandiera) | D     | Vando Freddi             |
|    | Italia (bandiera) | D     | Francesco Tisato         |
|    | Italia (bandiera) | D     | Loris Valbusa            |
|    | Italia (bandiera) | C     | Giuseppe Bussolin        |
|    | Italia (bandiera) | C     | Giuseppe Lazzaro         |
|    | Italia (bandiera) | C     | Rodolfo Francesco Masera |

| N. |                   | Ruolo | Calciatore         |
| -- | ----------------- | ----- | ------------------ |
|    | Italia (bandiera) | C     | Roberto Zorzi      |
|    | Italia (bandiera) | C     | Fausto Nosè        |
|    | Italia (bandiera) | C     | Luigi Purgato      |
|    | Italia (bandiera) | C     | Lorenzo Stefanelli |
|    | Italia (bandiera) | A     | Walter Bedin       |
|    | Italia (bandiera) |       | A. Bernardini      |
|    | Italia (bandiera) |       | Cabassi            |
|    | Italia (bandiera) |       | Consolaro          |
|    | Italia (bandiera) |       | Lorenzetti         |
|    | Italia (bandiera) |       | Zanarotti          |

## Statistiche

### Presenze
- Walter Bedin (34)
- Loris Valbusa (34)
- Roberto Facchinetti (33)
- Giuseppe Lazzaro (33)
- Roberto Bottaro (31)
- Lorenzo Stefanelli (30)
- Fausto Nosè (29)
- Vando Freddi (27)
- Cabassi (24)
- Rodolfo Francesco Masera (20)
- Ubaldo Stefani (20)
- Roberto Zorzi (19)
- Luigi Purgato (17)
- Emilio Tosetto (16)
- Francesco Tisato (13)
- Lorenzetti (9)
- A. Bernardini (6)
- Giuseppe Bussolin (5)
- Zanarotti (4)
- Consolaro (1)

### Reti
- Walter Bedin (12)
- Fausto Nosè (9)